# Seolhyun
Kim Seol-hyun (koreanisch: 김설현; * 3. Januar 1995 in Bucheon, Südkorea), besser bekannt als Seolhyun, ist eine südkoreanische Sängerin und Schauspielerin. Bekannt wurde sie als Mitglied der Girlgroup AOA.

## Leben
2010 gewann sie den 8. Smart Model Contest (스마트 모델 선발 대회), einen Wettbewerb, bei dem gewöhnliche Schülerinnen Schuluniformen tragen und dessen Sieger später häufig Berühmtheiten werden. Auf dem Event sind zahlreiche Talentagenturen vertreten und sie gab FNC Entertainment den Zuschlag.
Im Juli 2012 debütierte Seolhyun als Mitglied der Girlgroup AOA von FNC Entertainment mit dem Song Elvis von der EP Angels’ Story. Mittlerweile gehören sie zu den beliebtesten Girlgroups Südkoreas. Außerhalb der Gruppe spielt Seolhyun in Fernsehserien und Filmen mit.
2013 spielte sie eine große Rolle in dem Drama Ugly Alert als jüngste Tochter einer fünfköpfigen Familie. 2015 gab sie ihr Spielfilmdebüt in dem Gangsterfilm Gangnam Blues an der Seite von Lee Min-ho und Kim Rae-won. Im selben Jahr spielte sie auch die Hauptrolle in der Serie Orange Marmalade, die bereits vor der Ausstrahlung sehr viel Aufmerksamkeit erhielt.
2017 spielte sie die weibliche Hauptrolle in dem Film Sarinja-ui Gieok Beop (살인자의 기억법).

## Filmografie

### Filme
- 2015: Gangnam Blues (강남 1970 Gangnam 1970)
- 2017: Memoir of a Murderer (살인자의 기억법 Sarinja-ui Gieokbeop)
- 2018: The Great Battle (안시성 Ansiseong)

### Fernsehserien
- 2012: My Daughter Seo-young (내 딸 서영이 Nae Ttal Seo-yeong-i, KBS2)
- 2013: Ugly Alert (못난이 주의보 Motnani Juuibo, SBS)
- 2015: Orange Marmalade (오렌지 마말레이드, KBS2)
- 2022: Summer Strike – Der eine Sommer (아무것도 하고 싶지 않아 Amugeotdo Hago Sipji Ana, ENA)
- 2024: Light Shop (조명가게 Jo-myeong-ga-ge, Disney+)